# Delo
A Delo ljubljanai székhelyű szlovén napilap, 1959. május 1. óta jelenik meg. Kategóriájában a legnagyobb szlovén újság, átlagosan havi 32 500 példányszámmal.
Az újság létrehozására vonatkozó döntés politikai természetű volt. Edvard Kardelj kommunista politikus és író javasolta a Ljudska Pravica és a Slovenski Poročevalec újságok szerkesztőségének egyesítését. Az első szám megjelenési dátuma nem volt véletlen. A „Delo” („Munka”) napilapnak a munka ünnepén kellett megjelennie. Az egész számot a május elsejei ünnepségeknek és a Szlovén Kommunista Párt 40. évfordulójának szentelték. A főszerkesztők között volt Dušan Benko, Darijan Košir, Peter Jančič és Uroš Urbas.
1990 óta, az első szlovéniai szabad választások után, az újság felhagyott a Kommunista Párt támogatásával. A Delo az 1990-es ébekben 120 000 példányban jelent meg, majd 1999-ben érte el népszerúségének csúcsát, amikor a példányszám elérte a 180 000-et. 2000 óta az eladások fokozatos csökkenése tapasztalható. A szerkesztőség 1991 júniusa óta ítéli oda a Kresnik-díjat az év legjobb szlovén regényének.

## Fordítás
- Ez a szócikk részben vagy egészben  a   Delo című lengyel Wikipédia-szócikk ezen változatának fordításán alapul.  Az eredeti cikk szerkesztőit annak laptörténete sorolja fel. Ez a jelzés csupán a megfogalmazás eredetét és a szerzői jogokat jelzi, nem szolgál a cikkben szereplő információk forrásmegjelöléseként.